# Axel Diekmann (Basketballspieler)
Axel Diekmann ist ein ehemaliger deutscher Basketballspieler.

## Leben
Diekmann spielte in den 1970er Jahren für den USC München (beziehungsweise die Spielgemeinschaft BC/USC München) in der Basketball-Bundesliga. Zu seinen Mannschaftskameraden in der bayerischen Landeshauptstadt gehörten neben anderen Holger Geschwindner, Rainer Pethran und Vladimir Kadlec. Mit den Münchnern trat er im Spieljahr 1974/75 im europäischen Vereinswettbewerb Korać-Cup an. Dort schied man in der ersten Runde gegen den italienischen Vertreter Brina AMG Sebastiani Basket Rieti aus. Im Hinspiel, welches mit 86:101 in München deutlich verloren wurde, war er mit 20 Punkten zweitbester USC-Korbschütze.
1969 bestritt Diekmann drei A-Länderspiele für die bundesdeutsche Basketballnationalmannschaft. 1975 wurde er erneut berufen und wirkte in zwei weiteren Länderspielen mit.